# Abad I.
Abad I. (Abu al-Qasim Muhammad ibn Abbad, umro 1042.) јe bio prvi maurski kralj u Sevilli. Vladao je od 1023. do 1042. godine. Bio je osnivač dinastije Аbadida i prvi nezavisni muslimanski vladar Seville u Španjolskoj.